# Klubi Futbollistik Fushë Kosova
Il Klubi Futbollistik Fushë Kosova, meglio noto come Fushë Kosova, è una società calcistica del Kosovo con sede a Kosovo Polje. Fondata nel 1972, milita nella Liga e Parë, la seconda serie del campionato di calcio del Kosovo.

## Storia
Disputa il primo storico campionato di massima serie dopo l'indipendenza del Kosovo nella stagione 2007-2008, finendo quattordicesimo con conseguente retrocessione.

## Palmarès
- Campionato kosovaro: 2

1972-1973, 1990-1991